# Décès en 1396
Décès
- 1392
- 1393
- 1394
- 1395
- 1396
- 1397
- 1398
- 1399
- 1400

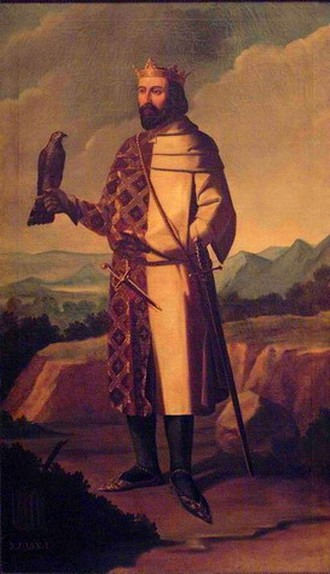
Jean Ier d'Aragon, mort en 1396.

Cette page dresse une liste de personnalités mortes au cours de l'année 1396 :
- 24 janvier: Uhtred, moine bénédictin, théologien et écrivain anglais.
- 4 février : Agnès de Navarre, infante de Navarre et comtesse consort du comté de Foix.
- 1er mars : Jean de Goerlitz, duc de Goerlitz.
- 9-26 mars : Juan Fernández de Heredia, 32e grand maître des Hospitaliers de l'ordre de Saint-Jean de Jérusalem.
- 24 mars : Walter Hilton, écrivain spirituel catholique anglais.
- 16 avril : Bartolomeo Oleario, cardinal italien.
- 24 avril : Stefano Palosio, ou Stefano Palosti de Verayneris, dit le cardinal de Todi, cardinal italien.
- 26 avril : Étienne de Perm (Russie), évangélisateur des Zyrianes et des Permiaks (finno-ougriens)[1].
- 19 mai : Jean Ier d'Aragon, dit l’Amateur de la gentilhommerie, roi d’Aragon, comte de Barcelone, de Gérone, d'Osona, de Besalú et de Pallars Jussà, roi de Valence, roi de Majorque, comte de Roussillon et de Cerdagne, roi de Sardaigne et de Corse. Enfin de 1387 à 1388, il est duc d'Athènes et de Néopatrie sous le nom de Jean II.
- 20 août : Marsile d'Inghen, philosophe scolastique.
- 25 septembre : Jean de Vienne, amiral de France, à la bataille de Nicopolis, en Bulgarie.
- octobre : André de Luxembourg, évêque de Cambrai.
- 16 octobre : Jean de Beaumetz, peintre gothique français, à Dijon[2].
- décembre : Jean de Maillac, évêque de Guardialfiera, de Gubbio puis de Riez.
- 9 décembre: Tommaso Ammanati, dit le cardinal napolitain, pseudo-cardinal italien.
- 10 décembre : Hélène Cantacuzène, impératrice byzantine par son mariage avec Jean V Paléologue.

- Acamapichtli, le premier tlatoani des Aztèques.
- Jean de Beaumetz, peintre français.
- Georges Ier d'Iméréthie, roi d'Iméréthie.
- Ermine de Reims, mystique française
- Étienne de Perm, saint orthodoxe, connu pour la christianisation des peuples Komis.
- Frédéric II de Saluces, ou Federico II del Vasto ou di Saluzzo, marquis de Saluces.
- Agnolo Gaddi, peintre italien.
- Henri de Montbéliard, ou Henri de Montfaucon, seigneur de Montbéliard et seigneur d'Orbe, d'Échallens et de Montagny-le-Corbos.
- Henri de Sévery, évêque de Saint-Jean-de-Maurienne puis évêque de Rodez.
- Jean Ier de Rohan, 11e vicomte de Rohan.
- Regnaut de Roye, chevalier, conseiller et chambellan du roi Charles VI.
- Francesco Moricotti Prignani Butillo, cardinal italien.
- Ostasio II da Polenta, condottiere italien.

## Crédit d'auteurs
- Cet article est partiellement ou en totalité issu de l'article intitulé « 1396 » (voir la liste des auteurs).